# Milan Pršo
Milan Pršo (Servisch: Милан Пршо) (Knin, 29 juni 1990) is een Servisch voetballer.
Op 30 juni 2011 maakte Pršo zijn debuut in de UEFA Europa League. In deze wedstrijd, tegen het San Marinese SP Tre Penne, maakte hij een doelpunt.